# Jacques Follon
Jacques Follon (* 1948 in Liège; † 20. Juni 2003) war ein belgischer Philosophiehistoriker.
Nach einem Studium der Philosophie an der Université catholique de Louvain wird Follon dort promoviert. Als Hochschullehrer an der Universität und wissenschaftlicher Mitarbeiter am Centre De Wulf-Mansion hat Follon vor allem zu Aristoteles gearbeitet. Er hat den Protreptikos und das erste Buch der Metaphysik übersetzt. 1984 gibt er die gesammelten Schriften von Suzanne Mansion, deren Assistent er gewesen war, heraus. 1988 wird er Verwaltungsdirektor des Centre De Wulf-Mansion und Assistent von James McEvoy. Mit diesem gibt er ebenso wie mit Michel Bastit verschiedene Kolloquiumsakten zu Themen der antiken und mittelalterlichen Philosophie heraus (zur Intentionalität, zur Freundschaft, Theologie, Logik und Metaphysik). Er übersetzte auch Gilbert Ryles Schrift Plato’s Progress. An Gerd Van Riels zweisprachiger Ausgabe von Damaskios’ Kommentar zu Platons Dialog Philebos hat er ebenfalls mitgewirkt. Follon starb im Alter von 55 Jahren an einer schweren Krankheit.

## Schriften (Auswahl)
Monographien
- Guide bibliographique des études de philosophie. Peeters, Louvain-la-Neuve, 1993 ("Bibliothèque philosophique de Louvain").
- Suivre la divinité : Introduction à L'esprit de La philosophie ancienne. Peeters, Louvain-la-Neuve, 1996.
- L'oiseau de Minerve : introduction à l'étude de la philosophie. Peeters, Louvain-la-Neuve, 2002.

Herausgeberschaften
- (Hrsg., mit James McEvoy): Finalité et intentionnalité : doctrine thomiste et perspectives modernes. Actes du colloque de Louvain-la-Neuve et Louvain. Peeters, Louvain-la-Neuve / Vrin, Paris, "Bibliothèque philosophique de Louvain", 1992.
- (Hrsg., mit James McEvoy): Actualité de la pensée médiévale : recueil d'articles. Louvain-la-Neuve, Édition de l'institut supérieur de philosophie, Paris, Peeters, "Philosophes médiévaux", 1994.
- (Hrsg., mit James McEvoy): Sagesses de l'amitié : anthologie de textes philosophiques anciens. Cerf, Fribourg, "Vestigia", 1997.
- (Hrsg., mit Michel Bastit): Essais sur la théologie d'Aristote : actes du colloque de Dijon. Louvain-la-Neuve, Édition de l'institut supérieur de philosophie, Paris, Peeters, "Aristote: traduction et études", 1998.
- (Hrsg., mit Michel Bastit): Logique et métaphysique dans l’Organon d'Aristote : actes du colloque de Dijon. Édition de l'institut supérieur de philosophie, Paris, Peeters, "Aristote: traduction et études", 2001.
- (Hrsg., mit James McEvoy): Sagesses de l'amitié : anthologie de textes philosophiques patristiques, médiévaux et renaissants. Cerf, Fribourg, "Vestigia", 2003

Übersetzungen
- Aristote, Le Protreptique. Mille et une nuits, Paris, "Petite collection", 2000.
- Aristote, Livre Alpha de la Métaphysique. Mille et une nuits, Paris, "Petite collection", 2002.
- Gilbert Ryle, L'itinéraire de Platon. Préface de Monique Dixsaut. Vrin, Paris, "Analyse et philosophie", 2003.